# テレQスーパースタジアム
『テレQスーパースタジアム』（テレキュー スーパースタジアム(Super!Stadium)）は、TVQ九州放送（愛称:テレQ）（旧：TXN九州）で1991年4月23日から放送されているプロ野球中継。
ここでは2012年9月まで土曜夕方に放送されていたスポーツ情報番組についても取り上げる。

## 概要

### 番組について
福岡ソフトバンクホークス（以下「ホークス」とする）戦をホーム・ビジター問わず中継している。
テレビ東京系列においてローカルセールス枠が設けられている火曜日と土曜日のナイターを中心に放送している。ただし、中継権の関係やテレビ東京系列の編成の都合で放送できない場合があり、その際は火曜ならテレビ西日本がローカルセールス枠を利用して中継し、TVQではテレビ東京系列のネットワーク番組や遅れネットになっている番組を放送する。2010年からはRKB毎日放送が『今日感テレビ日曜版』を優先放送するようになったこともあって、通常洋画を放送している枠で日曜デーゲームも中継を行っている。また、まれに月曜日〜金曜日が祝日になった際にも中継を行うことがある。
例年年間20 - 30試合程度と独立局並みの中継編成数を誇り、自社制作率維持の礎とも言える番組である。2011年はホームゲームを13試合、ビジターゲームを8試合、合計21試合中継した。2013年はホームゲームを8試合、ビジターゲームを13試合、合計21試合中継する。2021年はホームゲームを8試合、ビジターゲームを15試合、合計23試合中継する。2022年はホームゲームを9試合、ビジターゲームを14試合、合計23試合中継する。2023年はホームゲーム8試合、ビジターゲームを15試合、合計23試合中継する。2024年はホームゲーム9試合、ビジターゲームを15試合、合計24試合中継する。2025年はホームゲーム9試合、ビジターゲームを14試合、合計23試合中継する。
原則として放送時間の延長は行われないが、1999年（平成11年）9月25日にホークスが福岡移転後初のリーグ優勝を決めた試合では、特別に放送時間が延長された。2015年（平成27年）9月15日は、優勝マジックが2だった為、日本ハム敗戦かつソフトバンクが勝利で優勝という状況だったため、『開運!なんでも鑑定団』を休止した上で延長された（当日の結果はソフトバンク敗戦、日本ハム勝利）。2025年8月11日のデイゲームは13：30-16：54の放送時間だったが、16：54-17：00の『ゆうがたサテライト』を挟んで17：27まで延長された。余談だが、火曜日はゴールデンタイム全般がローカルセールス枠になっている。
現在は全試合がハイビジョン制作となっているが、導入当初はPayPayドームでの試合時のみ行われていた。
2023年度以降ビジターゲームでは、対ヤクルト戦でフジテレビが、対オリックス戦で関西テレビが、他系列のキー局および準キー局ながら、制作協力として両社の公式ロゴ（前者はフジサンケイグループ統一書体の『フジテレビジョン』表記（目ん玉マークは省略）、後者は『8カンテレ』のCIロゴ）でクレジットされることがある（後者は本来の系列局であるテレビ大阪や、同社の子会社であるテーク・ワンとの連名）。
| 放送対象地域 | 放送局      | 放送時間                         | 備考 |
| ------------ | ----------- | -------------------------------- | --- |
| 福岡県       | TVQ九州放送 | 火曜日 17時30分 - 20時54分       | 2005年までは19時開始 2006年〜2013年は18時30分開始 2014年〜2021年は18時57分開始 2022年・2023年は17時55分開始 2024年は18時25分開始 |
| 福岡県       | TVQ九州放送 | 土曜日 18時30分 - 21時00分       | |
| 福岡県       | TVQ九州放送 | 日曜日・祝日 13時00分 - 16時00分 | |

### 番組の歩み
放送を開始したのはTVQが開局した1991年の4月23日、まだ開局して1か月も経たない頃である。当初は野球中継のノウハウが乏しかったことから、ダイエー（当時ホークスの親会社）が筆頭株主だったサンテレビと提携し、実制作を委託した上でTVQが「技術協力」という形で制作。この時期の中継は実況アナウンサー・解説者ともにサンテレビから派遣されており、サンテレビでは『サンテレビボックス席』として放送されており、これをネット受けする形で放送していた。また、テレビ埼玉（テレ玉）からダイエーがビジターの西武ライオンズ戦（『TVSライオンズアワー』）をネット受けしたこともある。
その後、自社での制作体制が整った後は、『KBS京都エキサイトナイター』など独立局にネットした事例もあった。
2003年には福岡ダイエーホークス（当時）が日本シリーズに進出したため、ダイエーVS阪神 第7戦の放映権を獲得した（テレビ東京の日本シリーズ中継問題に関する項目も参照のこと）。なお、その後TVQでの日本シリーズ中継は、2011年・福岡ソフトバンクVS中日 第2戦・2015年・福岡ソフトバンクVS東京ヤクルト 第2戦と2度中継の実績がある。
土曜夕方のスポーツ情報番組が『スポスタ』となってからは、副音声を使った応援実況放送の取り組みが始められ、完全デジタル化後はNHK BS1などで行われていた、実況音声を除いた球場内音声のみを副音声で流すダブルステレオ放送も行われるようになった。
2019年4月に愛称を「テレQ」に変更するに伴い、同年シーズンから「テレQスーパースタジアム」に変更した 。なお、当番組のテレQロゴは中央部が通常の目玉では無く、野球ボールの形になっている。

### 他局での放送について
放送は基本的にテレQ単独だが、一部試合はBSテレ東でも同時放送（BSテレビ東京・テレビ東京も、対阪神戦はテレビ大阪も制作に参加）することがある（試合開始から終了まで放送）。また、BS単独放送時はテレビ東京主導制作となる。逆に西武・ロッテ・オリックス・楽天とのビジターゲームでテレQが乗り込んだ時には、同様にテレビ東京・BSテレ東（対オリックス戦ではテレビ大阪も）との共同制作でBSテレ東で放送されることがある（別途テレビ東京で副音声を制作する場合あり）。BSテレ東との同時放送では年1回ほど出水酒造が筆頭スポンサーとなることがあり。この場合はカウント表示とランニングスコアの上に「薩摩酒 出水酒造」のロゴが、VTR切り替えのCGには「出水に舞姫」など商品のロゴが表示される。
クライマックスシリーズや日本シリーズにホークスが進出した場合は、これに加えて系列各局でも同時ネットされる（全国放送時はテレビ東京が制作を担当し、TVQは「制作協力」となる）。
このほか、セ・パ交流戦の対阪神戦はテレビ大阪や近隣の広域圏独立民放、対巨人戦はテレビ東京、対西武戦はびわ湖放送、対中日戦はテレビ愛知、などの放送がされる。ただし、その場合は土曜スペシャルなどのレギュラー番組を休止して放送する。

## 解説者
- 藤本博史（1999年 - 2010年、2024年 - テレビ東京解説者兼）
- 柴原洋（2012年 - ）
- 馬原孝浩（2019年 - 。2023年まではゲスト解説者として出演）
- 鶴岡慎也（2023年 - テレビ東京・在札各局解説者兼）
- 福田秀平（2025年 - ）

柴原はスポーツライブ+で放送の球団制作中継の中継を兼任。

### ゲスト解説
- 里崎智也（2017年 - ）

相手チームによってテレビ東京系系列局から解説者の派遣あり。

### 過去
- 池永正明（2011年 - 、ゲスト解説。年1回程度の出演[12]）
- 若菜嘉晴（2002年 - 2007年。現在は福岡放送・ソフトバンク球団制作中継解説者）
- 吉田修司（2008年 - 2012年）
- 若田部健一（2011年 - 2014年、TOKYO MX（ソフトバンク球団と共同制作）解説者[13] を経て2017年からソフトバンク2軍投手コーチ）
- 基満男（1991年 - 2001年）
- 小林正之
- 斉藤和巳（2014年 - 2022年、現：ソフトバンク三軍監督。2015年からテレビ東京解説者兼。2017年からはスポナビライブのDeNA戦やDAZNの広島戦（いずれも対ソフトバンク戦以外も含む）の解説も担当。2020年からは本数契約としてMXテレビの解説にも出演）
- 森本稀哲（2016年 - 2022年。現ː日本ハム一軍外野守備走塁コーチ。在札各局で解説）
- 鳥越裕介（2023年 - 2024年。ゲスト解説。現ː西武一軍ヘッドコーチ。在福各局、TOKYO MX、スポーツライブ+で解説兼）

## 実況アナウンサー
所属無記名は担当時TVQアナウンサー。対戦相手球団は系列局からアナウンサーを派遣。なお、TVQでは経費削減のためアナウンサーを減らしており、人手不足になるときはビジター球場当該地域のTXN系アナが担当することもあった。
2015年時点ではTVQのスポーツ担当のアナウンサーが結城1人であったため、多くの試合でリポートをフリーアナウンサーの信川が担当していた（信川がアビスパ福岡のスタジアムDJを務める関係上、同日にアビスパのホームゲームが非開催の試合に限定される）。またビジター側の地元局との2局ネットとなる場合には信川を起用せず、ビジター局から実況担当のアナウンサーも派遣する事が多かった。
なお、クライマックスシリーズ等両サイドのリポーターを必要とする試合に於いて信川と系列局アナウンサーがいずれも起用できない場合にはフリーアナウンサーがスポット出演する。一例として、2017年10月22日の対楽天戦では一塁側リポーターを山本が、三塁側を結城の実父に当たる結城哲郎（元毎日放送）が担当した。

### 現在
- 結城亮二
- 櫻井譲士
- 木戸優雅

### 過去
- 川上政行（退職後RKB『今日感テレビ』MC）
- 山本琢也
- 吉松孝（退職）
- 加地良光（昇進による配置転換でアナウンスを離れる）
- 南鉄平（フリー、J SPORTS実況兼）
- 山本圭介
- 信川竜太（タレント、スポーツライブ+実況）- 主にホークスサイドリポート

## 副音声実況
- コンバット満
- 古山かおり（2014年7月22日 - ）
- 小野口奈々（2015年8月11日 - ）

### 過去
- 成瀬泉美
- 西依理子
- 井手迫弘美
- 立花麻理

## テーマソング
2008年まで
BEAT CRUSADERS『E.M.O』
2009年
BEAT CRUSADERS『TIME FLIES, EVERYTHING GOES』
2011年-2012年
カラーボトル『情熱のうた』
2013年
カラーボトル『ファイター』（当時ホークス所属だった内川聖一外野手の登場曲にも使用されていた）
2014年
カラーボトル『ガムシャラボーイ』

## コマーシャル
ホークス戦の中継があるときはアニメのコマーシャルが流れるが、その多くが試合に関係のないものが多く、試合の中継日時などは画面下部に掲載されているか、コマーシャルの最後に流れるのみであるが、セリフ内に「○○日はテレQ中継。」とはいっているものもある。
基本的にホークスの選手や監督、その日の試合の解説者が登場するが、一度だけ当時オリックス・バファローズ所属の吉田正尚選手が登場したり、2025年4月1日分のものに日本ハムの伊藤大海選手が、同年6月3日分のものに中日の井上一樹監督が登場したことがある。また、声も本人ではなくテレQ のアナウンサーが吹き替えているが、一度だけ当時現役選手であった松田宣浩選手本人が「河川敷でサクライアナの話を聞く松田選手」の役で、今宮健太選手本人が「体がサルの今宮選手」の役で声を吹き替えたことがある。また「土曜の夜は!おとななテレビ」や「福岡お役立ち情報バラエティたくなる」とコラボしたCMも放送された。
YouTubeやTwitter→Xでも見ることができる。
このコマーシャルで使われているイラストグッズやラインスタンプも発売中である。
基本的にはスーパースタジアムのコマーシャルはテレQでしか流れないが、一度だけBSテレ東の「プロ野球 福岡ソフトバンクホークス×北海道日本ハムファイターズ」のコマーシャルとして、スーパースタジアムのアニメキャラが登場するコマーシャルがYouTubeで公開された。登場キャラクターは、日本ハムが当時在籍の中田翔選手と当時監督の栗山英樹監督、ホークスが柳田悠岐選手と当時監督の工藤公康監督。そのほかの登場人物は鷹。
ホークスが日本シリーズに進出した場合、テレビ東京系列の全国ネットで日本シリーズの放送がある場合も放送される。

## その他

### 通常編成時の対応
野球中継が無い日は以下のような編成となる。以下は2012年度上半期の事例。
- ピラメキーノ（火曜日 18時30分 - 19時00分）
- VIVA!SPORTAS（土曜日 18時30分 - 19時00分）
- きらり九州めぐり逢い（土曜日 19時00分 - 20時54分）
- 土曜スペシャル（土曜日 19時00分 - 20時54分、ただし後述の事情により休止の場合あり）

### 全国ネットの番組について
- ピラメキーノ（火曜日 18時30分 - 19時00分）
同日の7時30分 - 8時00分に移動。この措置は2010年4月から執られているが、それまでは振替放送が行われず、該当する回は返上されていた。
- 火曜エンタ（火曜日 18時55分 - 19時54分）
一応全編ローカルセールス枠の番組であるが、当番組の編成された週によって遅れ日数が拡大することもある。
- ありえへん∞世界（火曜日 19時54分 - 20時54分）
一応全編ローカルセールス枠の番組であるが、2012年6月から14日遅れで放送しているが、当番組の編成された週によって遅れ日数が拡大する場合もある。
- 開運!なんでも鑑定団（火曜日 20時54分 - 21時55分）
一応全編ローカルセールス枠の番組であるが、当番組の有無にかかわらず通常通り放送。ただし、20時台からの2時間スペシャルと当番組の編成が重なった場合、当番組は21時55分まで放送枠があらかじめ延長され、『鑑定団』は『土曜スペシャル』を休止して振替放送される。
かつてTVQスーパースタジアムが22時まで放送されていた時期は土曜の20時から時差ネットされていた。
- 土曜スペシャル（土曜日 18時30分 - 19時54分）
一応全編ローカルセールス枠の番組であるが、2012年9月まではナイターシーズンオフを含めて当番組も『きらり九州めぐり逢い』も編成されない週のみ、同時ネット（字幕放送あり）またはTVQローカルによる時差ネット（字幕放送なし）で放送。ただし、当番組および『きらり九州めぐり逢い』が編成された週に放送された内容が関東近郊のものは放送せず（関東近郊以外のものでも内容により放送しない場合がある）、振替放送も無し（テレビ東京で関東近郊のものが放送される日に当番組及び『きらり九州 めぐり逢い』で放送されなかった回に差し替える）。そうでない場合は、土曜日の13時30分 - 14時55分に『土曜イベントアワー』のタイトルで遅れネットされていた（ただし90分の短縮版となる）が、その後「和風総本家」の再放送と自社制作の「ぐっ!ジョブ〜九州ゲンキ主義経済〜」の編成が組まれたため同枠での遅れネットは事実上終了となった。
  - 2009年3月までは、『火曜ゴールデン』のタイトルで火曜日の19時00分から20時54分に放送する場合もあった。
  - 2012年11月から『土曜の夜は!おとななテレビ』（後述）が開始されることに加えて、これまで隔週で放送していた『きらり九州めぐり逢い』が毎週土曜日20:00からの放送に移行したため、『土曜スペシャル』の番組自体は、通常編成が休止される平日と重なる祝日午後の時間帯に単発枠や年末年始に集中放送される程度となり、実質的にTXN系列局で唯一未放送となっているが、同年10月から開始したBSジャパンで毎週木曜日17:00からの26日遅れの放送により完全版の視聴が可能である。
  - ただ、2013年1月5日に『ローカル路線バス乗り継ぎ旅 東京〜新潟350キロ!ふれあい珍道中』、2014年1月4日に『館山〜会津若松ローカル路線バスの旅　ふれあい珍道中』の完全版を同時ネットで放送したことがある。

#### 過去のケース
- 火曜日19時台のアニメ番組
土曜日の早朝（6時 - 7時台）に遅れネット。いずれかの作品が「1時間スペシャル」となった場合は、2週に分けて放送された。
  - 爆丸バトルブローラーズ ニューヴェストロイア（火曜日 19時00分 - 19時30分）

  - 当番組が放送されない週は同時ネットで放送されたが、当番組の放送日については、火曜日か土曜日のどちらか中継がない日（火曜日は18時30分から、土曜日は19時から）に2話分を連続して放送するという変則的なスケジュールとなった[31]。
  - なお、この番組は2010年10月より土曜日の10時30分から11時00分に放送枠が移り、同時ネットに移行した。
- 火曜エンタテイメント!（火曜日 19時30分 - 20時54分）
  - 『爆丸』と同様に、当番組が編成されない週のみ同時ネット（かつては同時ネットせず、週遅れの内容が放送されることもあった）。当番組の放送日については、前述の『土曜スペシャル』と同様に『土曜イベントアワー』として昼に放送された。

### マルチチャンネル編成
通常は行われない。ただ、2011年のパシフィック・リーグクライマックスシリーズ・ファイナル「ソフトバンク 対 西武」が第6戦（11月8日）に決着が持ち越された場合、テレビ東京でマルチチャンネル編成（臨時に077を開局させる） が計画されていたが、第3戦（11月5日）でホークスの優勝が決まったため、この試みは行われなかった。TVQでそれを実施するかについては未定だった。

## VIVA!!SPORTAS
VIVA!!SPORTAS（ビバ・スポルタス）は、TVQ九州放送で放送されていた生放送スポーツ情報番組。略称は「ビバスポ」。

### 概要
地元のスポーツチーム・福岡ソフトバンクホークスやアビスパ福岡や、その他の県内でのスポーツに関する最新の情報を提供していた。なお野球中継がある週は、休止となったり、通常通り放送して繋げたり、野球中継の副音声に参加したりと、その時々で対応がまちまちだった。
TVQの夕方におけるスポーツ情報番組のはじまりは、『スポーツ天国 熱血!!タカハチ組』である。その後この番組に関わっていた川上政行の退職などもあり、『SPORTS STADIUM』（スポーツ・スタジアム。略称：スポスタ）に衣替え。井手迫弘美を女性キャスターに起用していた。
そして2007年度の改編に伴って始められたのがこの番組であり、TVQ土曜夕方のスポーツ情報番組としては3代目であった。当初はキャナルシティ博多内に当時店を構えていたスポーツオーソリティから放送されていたが、保安上の理由などもあってTVQ本社からの放送に切り替えられた。ちなみにTVQ本社はキャナルシティからも近い。
当初はコンバット満と女性アナウンサーの立花麻理に、主に野球解説者を中心としたご意見番のトリオという形で進行。このスタイルが長く続いたが、立花が多忙になったこともあり、2011年10月に地元のモデル事務所・エレガントプロモーション所属の野母優花がリポーターとして加わり、立花に代わって取材を担当するようになった。
2012年度秋改編で、TVQが自社制作番組の体制を大きく見直したことにより、9月29日の放送を最後に10年以上にわたる土曜夕方のスポーツ情報番組の歴史そのものの幕が引かれた。改編等の都合による特別編成を挟んで、11月10日から大型ワイド番組『土曜の夜は!おとななテレビ』が始められることになっており、コンバット満はこの中でスポーツ情報コーナーの仕切りを担当することになっている。
ちなみにこの枠については、テレビ大阪では『おとな旅あるき旅』を、テレビ愛知では『遊びに行こっ!』を、テレビ北海道では『旅コミ北海道じゃらんdeGO!』を、野球中継と基本的に無縁なテレビせとうちでは『ワク!どき!探検隊』を、それぞれ放送しており、TXNにおいて自社制作枠として位置づけられている。

### 出演者

#### MC
- コンバット満 - 司会進行
- 立花麻理 - 司会進行、2010年9月までリポート兼任
- 野母優花 - リポーター（2010年10月から1年）

#### 解説者
基本的に、『SUPER!STADIUM』担当者で当番外の人が出演していた。

#### その他
- 結城亮二 - 野球中継が無い日はスタジオで試合結果報告、ある日で番組が放送された場合は中継先から情報提供

### コーナー
番組内では毎回テーマを決めて随時応援メッセージを募集していた。ほか以下は番組内で企画された野球オフシーズンを中心にした企画。
- コンバット満の俺を越えてゆけ!
- ミニスポ
- コンゴルフ〜99への道〜
- マリリンGolf、マリリンBowl